# Tom Dice

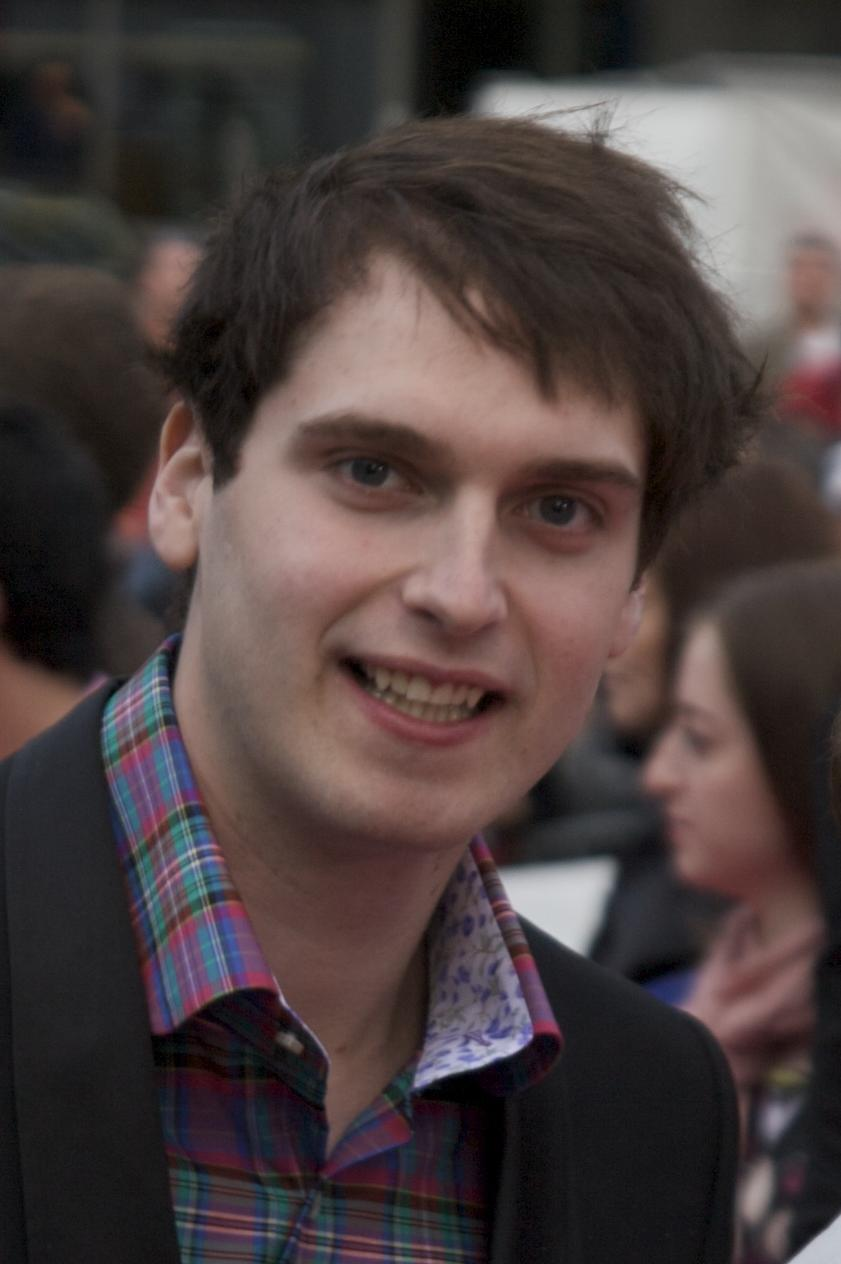
Tom Dice

Tom Dice (nascut Tom Eeckhout a Eeklo, Bèlgica) és un cantant i compositor belga. Fou representant de Bèlgica al Festival de la Cançó d'Eurovisió 2010 a Oslo, Noruega.

## Joventut i Factor X
Va aprendre a tocar la guitarra de ben petit, va començar a compondre cançons a l'adolescència, i als 15 anys va començar a tocar al grup The Dice, del qual surt el seu actual nom artístic. El 2008, participava en la versió flamenca de The X Factor amb Maurice Engelen com entrenador vocal, i acabà en segona posició darrere de Dirk De Smet.
Després del programa Tom esdevé el primer artista a signar amb el naixent SonicAngel i al juny de 2009, sota el nom de Tom Dice, treu el seu primer senzill, una versió acústica del tema «Bleeding Love» de Leona Lewis. El single va arribar fins a la setena posició de les llistes musicals de Flandes, i s'hi va mantenir catorze setmanes. Aquell mateix any, Tom rep una nominació als TMF Awards en la categoria de “Millor Artista Nou”. Al maig de 2009, Dice comença a treballar novament amb Engelen pel llançament del seu álbum debut Teardrops, qye va ser llençat el 2010.

## Eurovisió 2010
El 25 de novembre de 2009, Tom Dice va ser escollit per la radiofusora Vlaamse Radio- en Televisieomroep (VRT) per a representar Bèlgica al Festival de la Cançó d'Eurovisió 2010 a Oslo, Noruega. La seva distintiva veu i l'experiència en la televisió van ser els arguments per a la seva selecció. El 7 de març de 2010, va ser presentada la cançó «Me and my guitar»’, tema compost per Tom. El 29 de març va aconseguir el 6é lloc en aquest concurs, després d'haver guanyat la primera semifinal.

## Discografia
- Àlbum:
  - Teardrops (2010)
- Senzills:
  - “Bleeding Love” (2009).
  - “Me and my guitar” (2010)